# Дангаринский район (Таджикистан)
Дангари́нский район (тадж. Ноҳияи Данғара) — административный район в Хатлонской области Республики Таджикистан.
Образован 8 июля 1932 года в составе Кулябской области Таджикской ССР. Территория Дангаринского района составляет 2009,8 км².

## География
Дангаринский район расположен в долине реки Вахш. На севере граничит с Нурекским районом, на востоке — с Темурмаликским и Восейским районами, на западе — с Яванским и Джамиевским районами, на юге — с Фархорским и Сарбандским районами Хатлонской области.
Через районный центр — пгт. Дангара проходит автомобильная дорога Душанбе — Куляб в 116 км к юго-востоку от Душанбе и в 2 км от железнодорожной станции. Население занято, главным образом, сельским хозяйством.

## История
6 июня 1958 года к Дангаринскому району присоединена часть территории упразднённого Ховалингского района.

## Население
Население по оценке на 1 января 2015 года составляет 136 100 человек, в том числе городское — в посёлке Дангара — 18,4 % или 25 000 человек.
| Численность населения | Численность населения | Численность населения | Численность населения | Численность населения | Численность населения | Численность населения | Численность населения |
| 1939                  | 2003                  | 2004                  | 2005                  | 2006                  | 2007                  | 2008                  | 2009                  |
| --------------------- | --------------------- | --------------------- | --------------------- | --------------------- | --------------------- | --------------------- | --------------------- |
| 18 858                | ↗104 300              | ↗108 200              | ↗111 000              | ↗113 000              | ↗115 400              | ↗117 900              | ↗120 700              |
| 2019                  | 2020                  | 2021                  | 2022                  |                       |                       |                       |                       |
| ↗156 400              | ↗161 000              | ↗166 900              | ↗171900               |                       |                       |                       |                       |

## Административное деление
В состав Дангаринского района входят 1 пгт. и 8 сельских общин (тадж. ҷамоат):
| Административное деление Дангаринского района |           |
| Сельская община                               | Население |
| Дангара, пгт                                  | 25000     |
| Сафобахш                                      | 20119     |
| Пушинг                                        | 13293     |
| Корез                                         | 15027     |
| Сангтуда                                      | 12686     |
| Себистон                                      | 12736     |
| Исмат Шариф                                   | 20452     |
| Лолазор                                       | 18285     |
| Лохур                                         | 6648      |

Главой Дангаринского района является Председатель Хукумата, который назначается Президентом Республики Таджикистан. Главой правительства Дангаринского района является Председатель Хукумата. Законодательный орган Дангаринского района — Маджлис народных депутатов, который избирается всенародно на 5 лет.

## Интересные факты
29 июля 2018 года в районе был совершён первый в стране теракт ИГИЛ. От ножевых ранений скончались четверо международных туристов, ещё двое были ранены. Двое нападавших ликвидированы, ещё четверо задержаны правоохранительными органами.

## Председатели хукумата
- Сиджоуддин Саломзода (с янв. 2024)[12]
- Гул Шерали (1994-2001)

## Известные уроженцы
- Атоев, Миратулло (1938—1994) — таджикский и советский композитор, музыкальный педагог. Заслуженный деятель искусств Таджикской ССР.
- Рахмон, Эмомали — президент Таджикистана.
- Гул Шерали- экс Министр Промышленности и Энергетики
- Шерали Хайруллоев-экс Министр Обороны